# 目黒川
目黒川（めぐろがわ）は、武蔵野台地東端部を東流し、東京都世田谷区・目黒区および品川区を流れて東京湾に注ぐ河川。二級水系の本流である。

## 概要
河口付近では古くは「品川」（しながわ）といい、古代から中世まで武蔵国の品川湊があった。
河口地形は、砂州（洲崎）が細長く突き出し、流路が湾曲し流れが緩やかだったため、湊（みなと）に適していた。品の行き交っていた川であったことから、地名「品川」の起こりとされる。
江戸時代の絵図などでは、その上流の下目黒付近では「こりとり川」と記され、江戸時代に「目黒川」と記した絵図は確認されない。「こりとり」は「垢離取り」の意で、この川で身を清めてから目黒不動尊（瀧泉寺）に詣でたことにちなむ。
1957年（昭和32年）には、台風22号による集中豪雨で氾濫が発生したことがある。

## 地理と生物

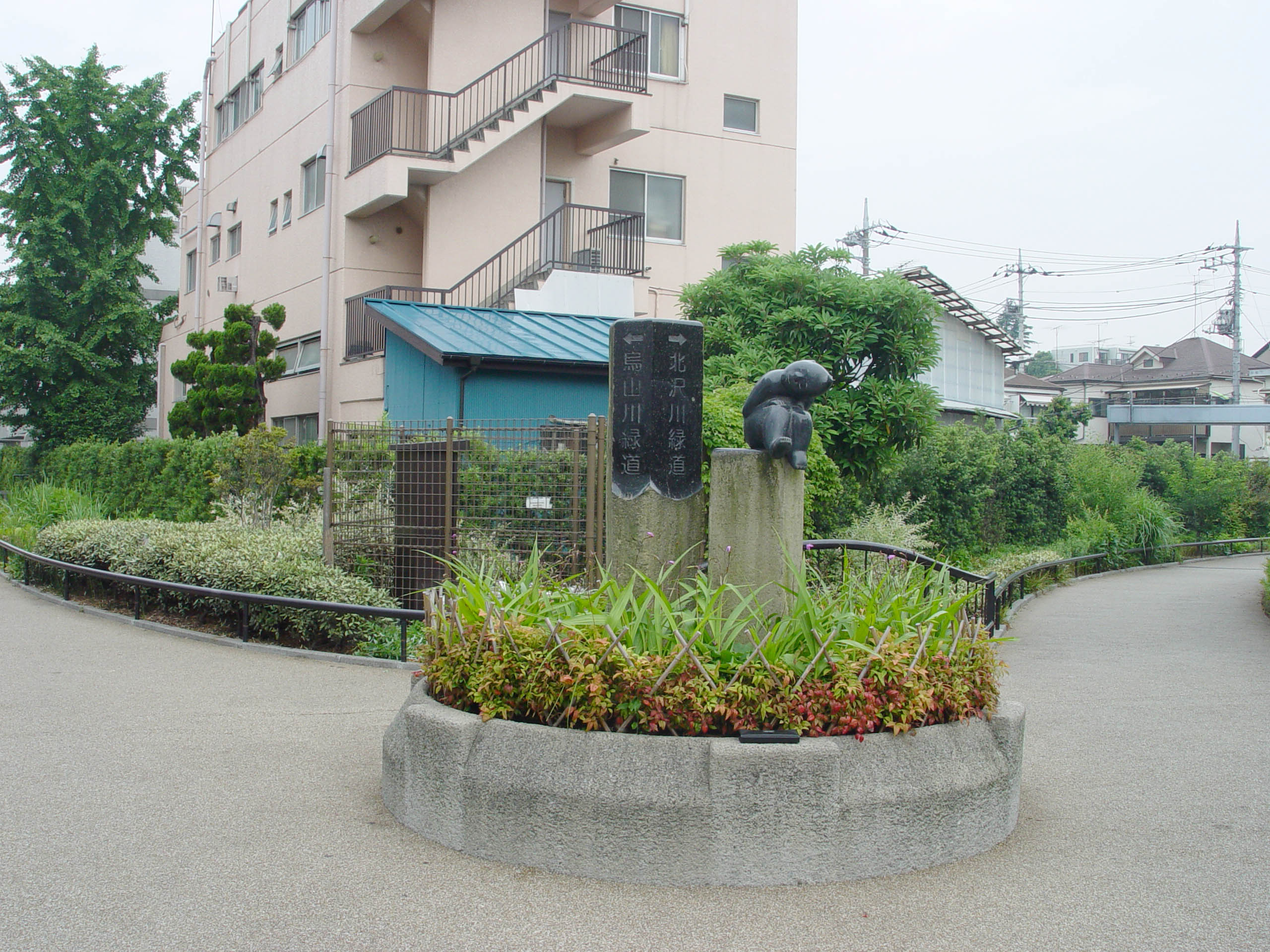
目黒川起点。右から北沢川が、左から烏山川が合流する。

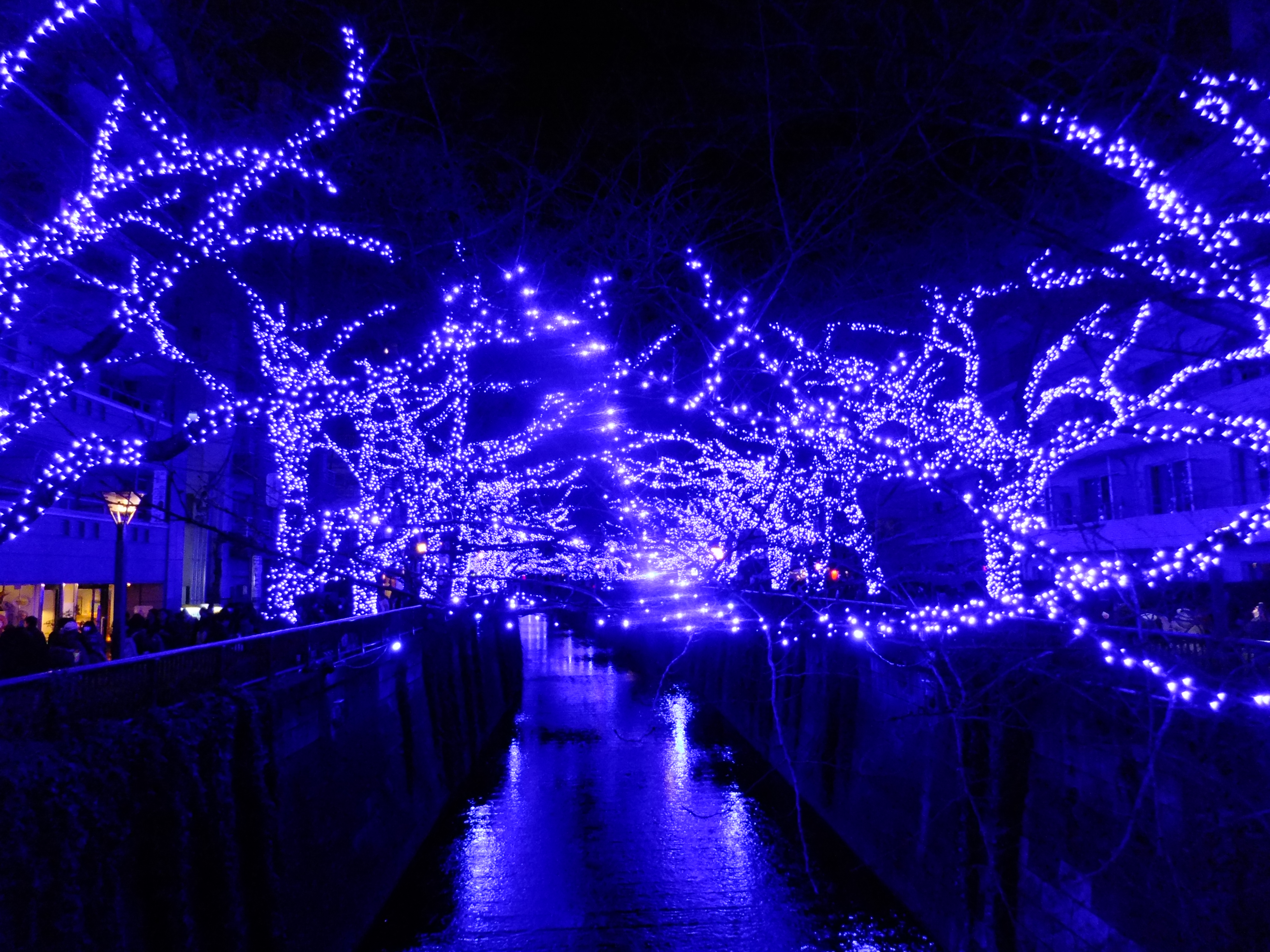
2014年の年末に初の試みで中目黒付近の目黒川沿いの木々に青色のイルミネーションが施されて多くの人が訪れたが、2015年は実施されなかった。

東京都世田谷区三宿の東仲橋付近で北沢川と烏山川が合流して目黒川となり南東へ流れ、品川区の天王洲アイル駅付近で東京湾に注ぐ。
起点（北沢川と烏山川の合流点）から国道246号の大橋までの600m強の区間は暗渠化され、それと併せて地表部分には人工のせせらぎを抱いた緑道（目黒川緑道）が整備されており、カルガモやコイ、ザリガニなど様々な生物が住み着いている。大橋より下流は開渠となっている。
北沢川や烏山川が暗渠化され下水道に転用されて以降は水量が枯渇していたが、1995年（平成7年）以降、「清流復活事業」として、目黒川を流れる水の大部分は新宿区の東京都下水道局落合水再生センターで下水を高度処理したものを導いている。これにより水量が復活し、スミウキゴリなど魚類が増え、東京湾からマハゼやアユ、ボラが遡上するようになった。子供達によるイベント「いきもの発見隊」で採取された魚などは12種類（2017年時点）であった。
目黒区の辺りでは岸に桜並木があり、花見の時期には多くの見物客で賑わう。
下流部の地下には首都高速中央環状線の山手トンネルが建設された。
かつての河口河道は現在の新品川橋付近より北へ湾曲し流れ、その東岸は北へ延びた細長い砂州で（洲崎）、北品川橋付近が河口であった（品川湊）。途中には品海橋が架かっていた。また、荏原神社の北側を蛇行して流れていたが、直線化された。

## 治水

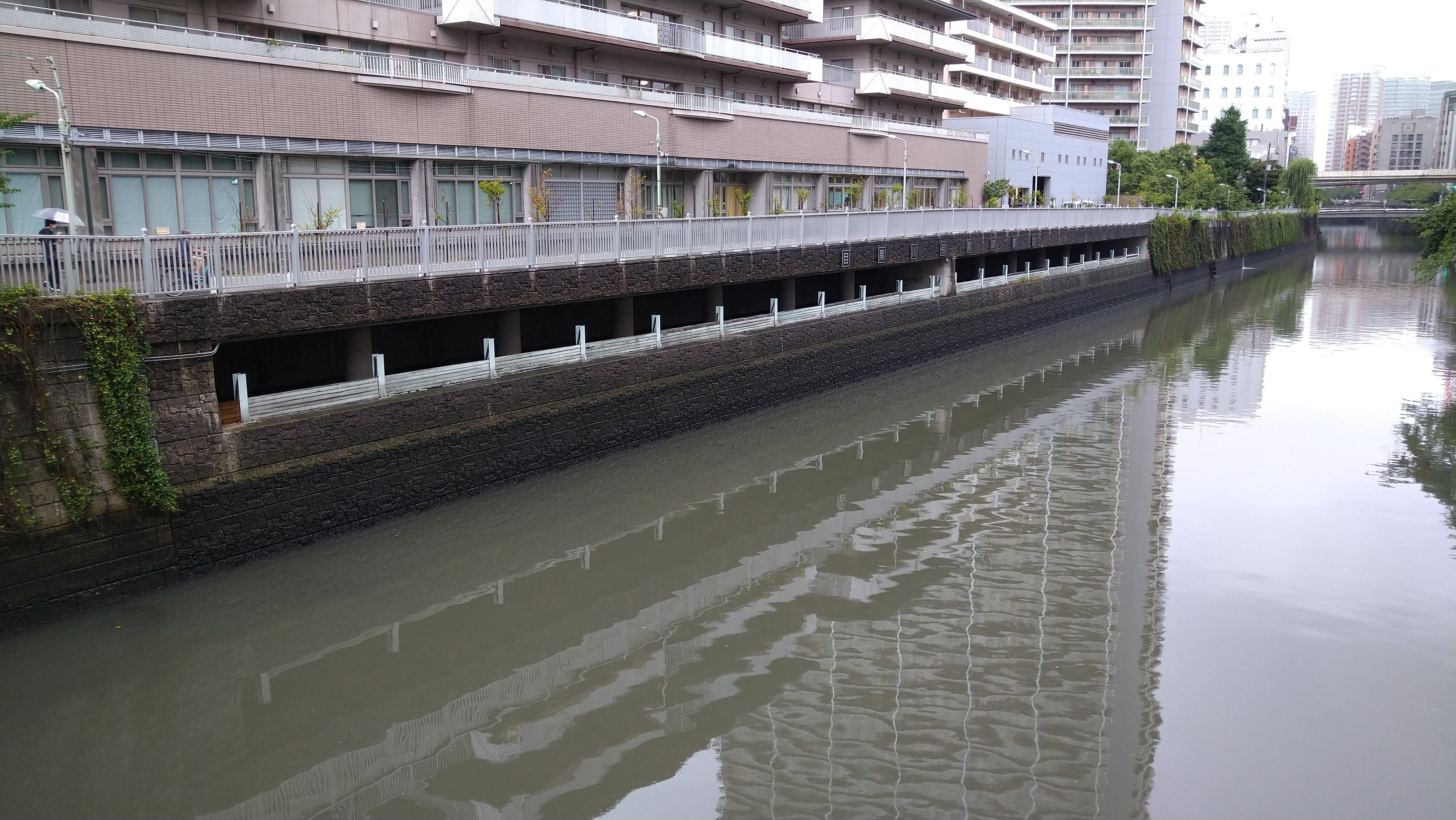
荏原調節池の取水口

下流の五反田一帯は、地盤が低いことから台風や集中豪雨などによる洪水の被害を受けやすい地区で、1989年には浸水面積47haの甚大な被害を受けた。
そのため東京都では、豪雨時に目黒川の水を地下に一時的に貯留する治水施設である「船入場調節池」（目黒区中目黒一丁目）および「荏原調節池」（品川区西五反田三丁目）を設けている。

## 流域の自治体
- 東京都
  - 世田谷区、目黒区、品川区

## 支流
ほとんどは暗渠化され、その多くは緑道として整備されている。また天然源流の北端は玉川上水に近いため、この通水を受けている地点が複数存在する。
- 北沢川（北沢用水）
  - 支流のうち名前が付いているのは、森巌寺川と、だいだらぼっち川の二河川のみ。
- 烏山川（烏山用水）
  - 北沢川とともに世田谷区による緑道整備の主要な対象となっている。
  - 環八沿い（蘆花恒春園北方、八幡山アパート脇）に約300mにわたって、2012年（平成24年）頃までは開渠が遺っていた。
  - 現在の天然源流は世田谷区の高源院の池とされているが、希望ヶ丘団地付近で合流する水無川（世田谷区での河川名）/中川（三鷹市での河川名）が、目黒川を形成する天然河川ではもっとも奥からの源流で、1964年の河川法改正までは水無川・中川が烏山川の本流だった。
- 空川
  - 緑道化されていない。主たる水源地は駒場野公園として保全されている。
- 蛇崩川
- 谷戸前川
  - 蛇崩川祐天寺支流の源流に近い、目黒区中町2丁目の祐天寺二丁目交差点付近が源流。ほぼ東西にまっすぐ流れ、大塚山公園付近と目黒三丁目6番地付近には片側に大きな崖が残る。目黒区民センターと下目黒小学校の間から目黒川に合流。
- 羅漢寺川
  - 立会川で2番目に大きな源流である清水池公園の少し東が源流。上流は目黒区と品川区の境界で、源流は拡張された道路内に区境界が突出している。1km強という短い区間ながらも支流が多く、東急バス目黒営業所が源流となる六畝川（ろくせがわ。前述の蛇崩川は東急バス弦巻営業所の中を通る）、前述の谷戸前川の中流付近を源流とし北から流れ込む入谷川、小山台高校北東部を源流に禿坂を通って南から流れ込む無名支流の三つが存在する。上流は苔むした緑道がたどれるが、目黒不動尊から下流は、カーブが多いものの通常の道路と化し、目黒雅叙園の対岸で目黒川に合流する。

## 橋梁
北沢川と烏山川の合流点より記載。
- 東仲橋（跡）

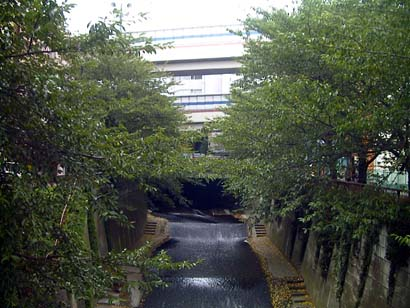
大橋（国道246号）

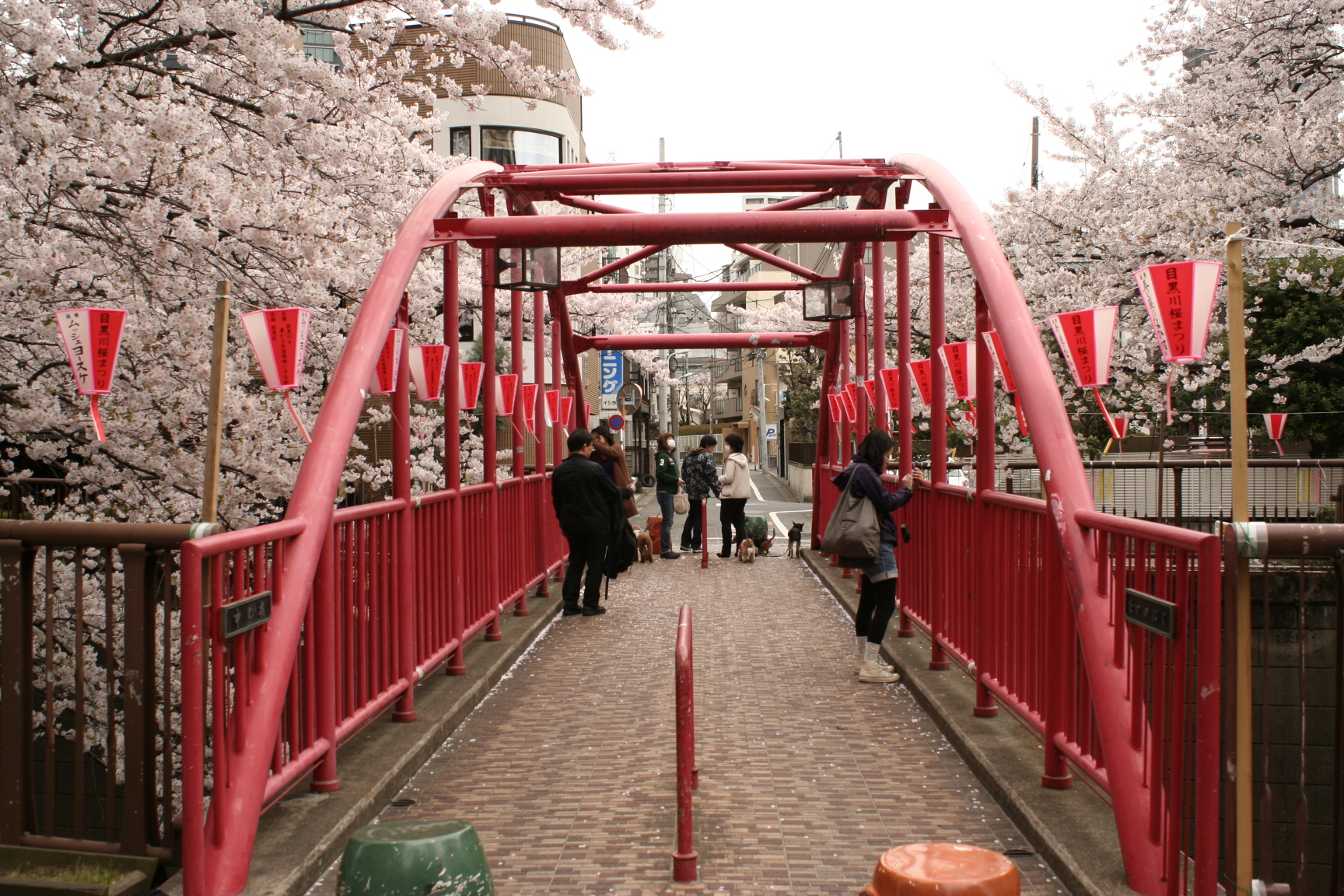
中の橋 （歩行者専用）

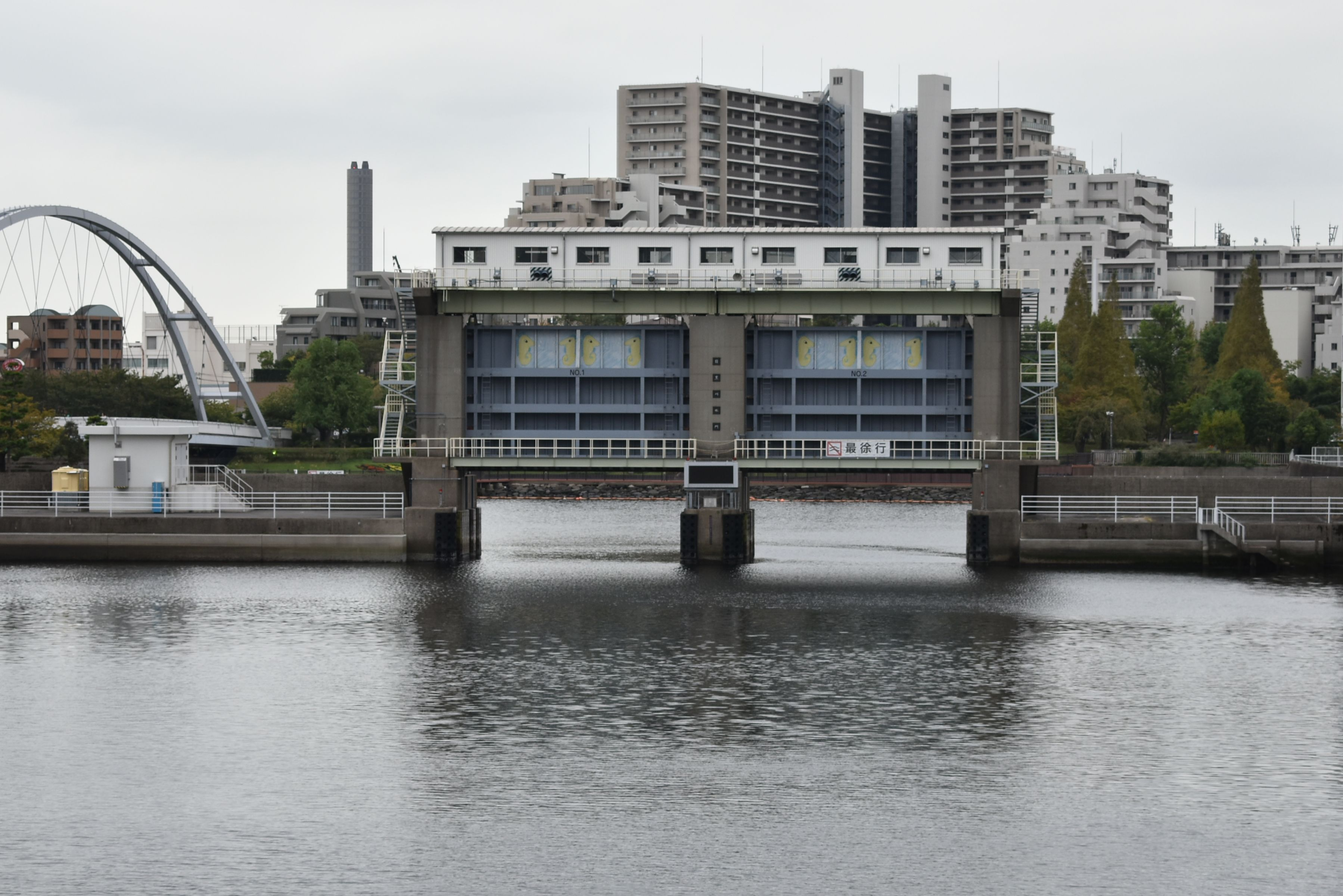
目黒川水門（2019年10月18日撮影）

- 大橋 - 国道246号（玉川通り）および首都高速3号渋谷線。これより上流は暗渠化及び緑道化されている。
- 常盤橋
- 万代橋
- 氷川橋
- 東山橋
- 目黒橋 - 東京都道317号環状六号線（山手通り）
- 中の橋
- 南部橋
- 柳橋
- 千歳橋
- 天神橋
- 朝日橋
- 宿山橋（しゅくやまばし）
- 桜橋
- 別所橋
- （鉄道橋） - 東急東横線および日比谷線中目黒駅（ホーム東端が川直上にかかる）
- 日の出橋
- 宝来橋
- 皀樹橋（さいかちばし） - 東京都道416号古川橋二子玉川線（駒沢通り）
- 船入場橋
- 田楽橋
- なかめ公園橋
- 中里橋
- 田道橋（でんどうばし）
- ふれあい橋

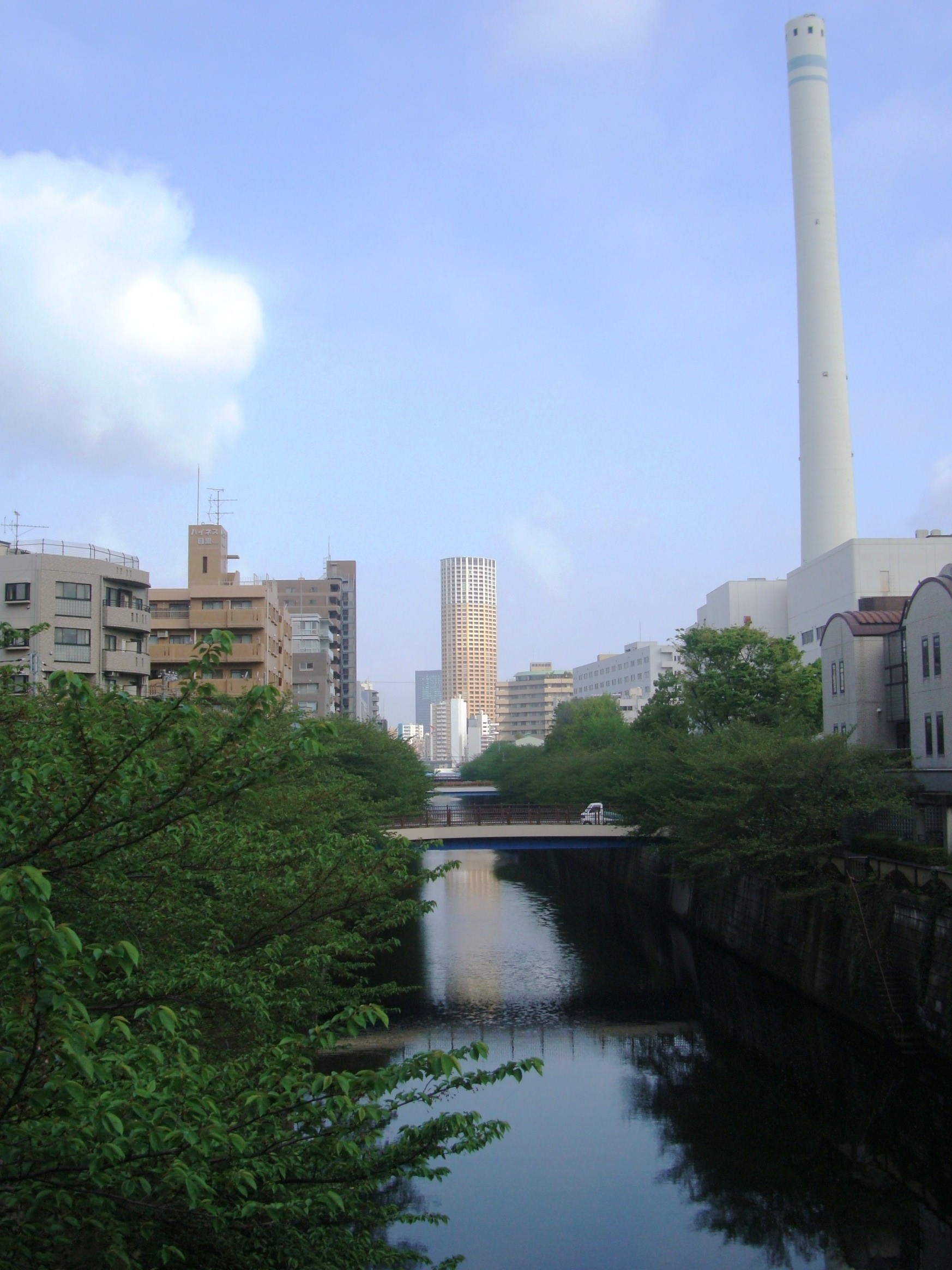
目黒区目黒、目黒新橋より

- 目黒新橋 - 東京都道312号白金台町等々力線（目黒通り）
- 太鼓橋
- （鉄道橋） - 東急目黒線
- 亀の甲橋
- 市場橋
- 谷山橋 - 東京都道418号北品川四谷線及び首都高速2号目黒線  東急池上線の鉄橋
- 本村橋
- 五反田大橋 - 国道1号（桜田通り）

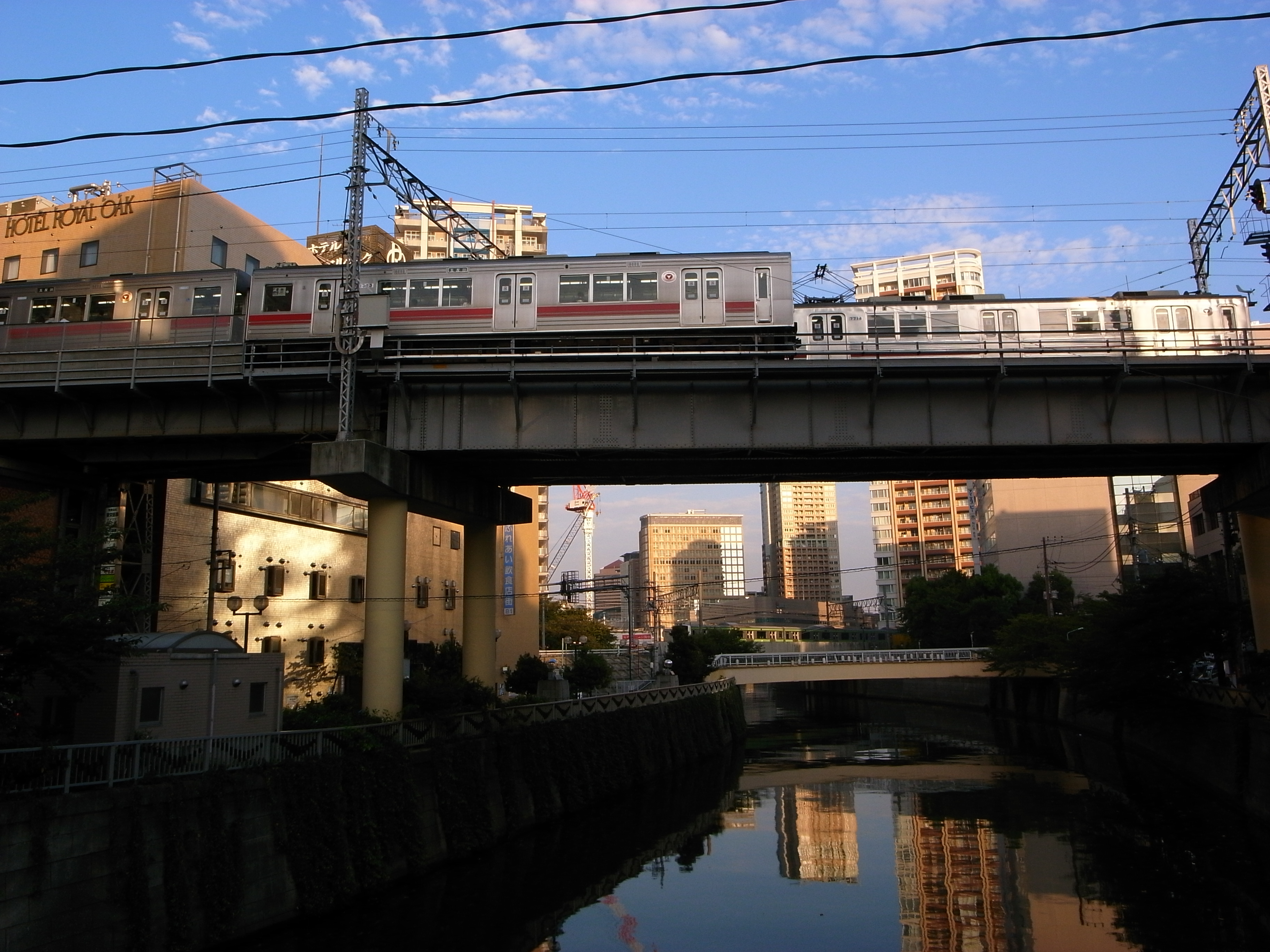
東急池上線の鉄橋

- 大崎橋 - 東京都道317号環状六号線（山手通り）。目黒川みんなのイルミネーションのコースのひとつで、ゴール地点
- （鉄道橋） - 東急池上線
- ふれあいK字橋
- 上目黒川橋梁 - JR山手線及び山手貨物線
- 山本橋
- 御成橋 - 東京都下水道局芝浦水再生センターの下水処理水を8時30分と9時 - 21時の一時間ごとに散水（日没後にはライトアップされる）
- 鈴懸歩道橋
- 小関歩道橋
- 森永橋 - かつて森永製菓の工場があったことから
- 居木橋 - 山手通り。目黒川みんなのイルミネーションのコースのひとつで、2016年にコース延長に伴い、スタート地点を小関歩道橋から変更
- （鉄道橋） - JR山手線他
- 御嶽橋
- 目黒川橋梁（鉄道橋） - JR東海道本線及び(京浜東北線)
- 要津橋
- 東海橋 - 国道15号（第一京浜）
- （鉄道橋） - 京急本線新馬場駅（ホームが川を跨ぐ）
- 荏川橋 - 荏川橋から品川橋に続く荏原神社の川岸には桜が植えてあり、桜の名所として紹介されることもある。
- 鎮守橋 - 荏原神社の参道があったが、目黒川の流路変更に伴いこの橋になった。
- 品川橋 - 旧東海道
- 新品川橋
- 洲崎橋
- 昭和橋 - 東京都道316号日本橋芝浦大森線（海岸通）
- アイル橋 - 東品川海上公園内
- 東品川橋 - （天王州通り）

## 描かれた目黒川
ここでは、絵画などに描かれた目黒川について解説する。なお、千代が池(2)は目黒川北岸にあった池である。
- 1. 『江戸名所図会』巻3 所収「太鼓橋」

長谷川雪旦画。天保5年（1834年）～天保7年（1836年）刊行。墨摺絵。
目黒川に架かる石造りの太鼓橋とその周辺を描いている。最寄りの旧景勝地「夕日の岡」が背景に見られない画角であることや、橋向こうの家屋が手前の家屋よりかなり低い位置にあることから、行人坂の側（高所側）から南南東方面を描いたものと考えられる。

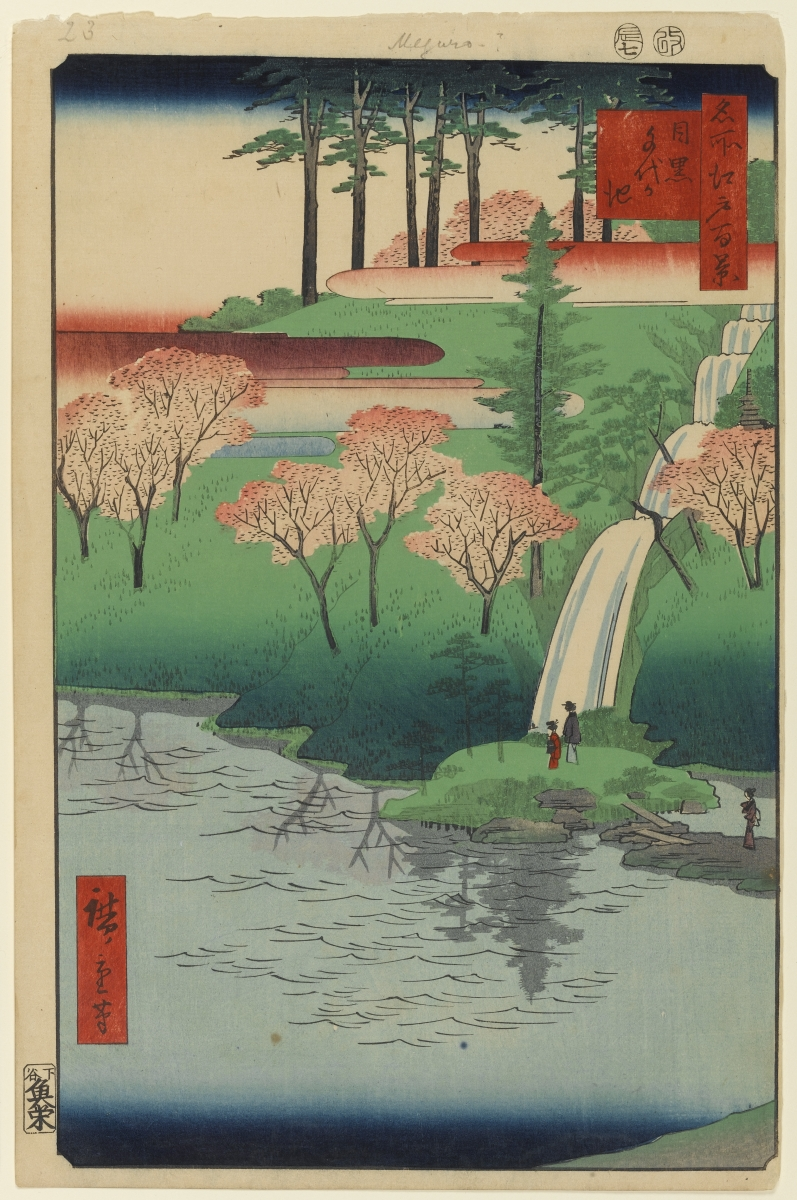
2
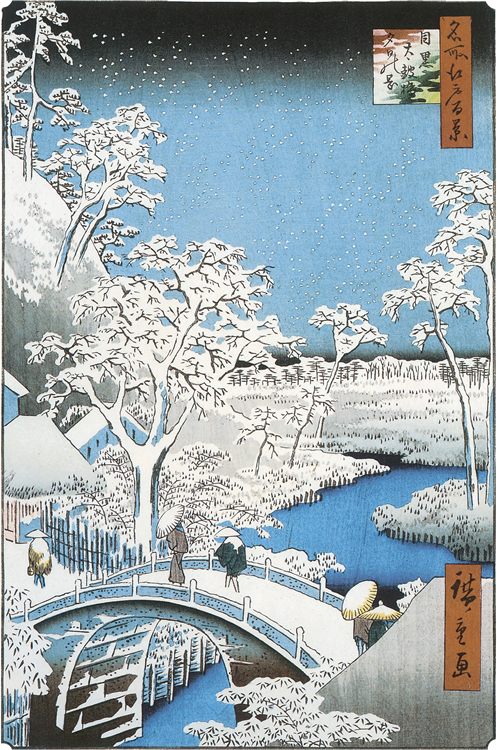
3

- 2. 歌川広重 『名所江戸百景』より『目黒千代か池（めいしょえどひゃっけい　めぐろ ちよがいけ）』

名所浮世絵揃物『名所江戸百景』第23景。安政4年（1857年）刊行。板元は魚屋栄吉。縦大判錦絵。
- 3. 歌川広重 『名所江戸百景』より『目黒太鼓橋 夕日の岡（めいしょえどひゃっけい　めぐろ たいこばし ゆうひのおか）』

名所浮世絵揃物『名所江戸百景』第111景。安政4年（1857年）刊行。板元は魚屋栄吉。縦大判錦絵。
目黒川の上流側から東南東方面を描いている。かつては夕陽に映える木立の紅葉が美しいと絶賛される有名な景勝地であったが、当時すでに見る陰も無くなってしまっていた「夕日の岡」を、これも有名な目黒太鼓橋と共に描く絵師は多かった。広重は、この図では暗い空から牡丹雪が静かに舞い降りる雪景として描いてみせた。一面雪景色の中、目黒川は画面奥へと流れている。道行く人々は男性達の笠や蓑にも女性の差す和傘にも雪が降り積もっている。これら雪の表現は全て紙の白地を活かして描かれている。ここの太鼓橋は江戸では珍しい石造り（石造アーチ橋）として誰もが知るところであった。橋を画面左へ向かえば行人坂、右へ向かえば目黒不動道（目黒不動へ到る街道）で、左手はここから険しい上り坂、右手は緩やかな下り坂である。左手奥に山のような斜面が見えるが、これが「夕日の岡」で、江戸時代には熊本藩細川家の江戸下屋敷の敷地内にあった（※現在はホテル雅叙園東京の敷地内になっている）。右手前に屋根だけ見えているのは、しるこ餅を売る茶屋「正月屋」かも知れない。20年以上前に刊行された『江戸名所図会』にこの家屋が表側から描かれていて、暖簾に書かれた屋号も確認できるのであるが、時期がかなり離れているため、同じ店が存続していればの話になる。
- 5. 歌川広重 『冨士三十六景 東都目黒夕日か岡』　[8]

安政5年（1858年）刊行。板元は蔦屋吉蔵。縦大判錦絵。

## 歌と目黒川
この川をモチーフにした楽曲を複数の歌手が発表している。
| 公表年 | 歌手名     | 曲名     | 収録アルバム名    |
| ------ | ---------- | -------- | ----------------- |
| 2002年 | KAB.       | 目黒川   | 向日葵            |
| 2004年 | 奥井亜紀   | 目黒川   | cyclong           |
| 2010年 | miwa       | めぐろ川 | don't cry anymore |
| 2012年 | 平賀さち枝 | 目黒川   | 23歳              |
| 2018年 | 西島三重子 | 目黒川   |                   |

この他、2012年2月29日に発売されたFlowerの楽曲「SAKURAリグレット」の歌詞のフレーズにも目黒川が登場する。